# Rose Creek (Minnesota)
Rose Creek es una ciudad ubicada en el condado de Mower en el estado estadounidense de Minnesota. En el Censo de 2010 tenía una población de 394 habitantes y una densidad poblacional de 331,43 personas por km².

## Geografía
Rose Creek se encuentra ubicada en las coordenadas 43°36′18″N 92°49′48″O / 43.60500, -92.83000. Según la Oficina del Censo de los Estados Unidos, Rose Creek tiene una superficie total de 1.19 km², de la cual 1.19 km² corresponden a tierra firme y (0%) 0 km² es agua.

## Demografía
Según el censo de 2010, había 394 personas residiendo en Rose Creek. La densidad de población era de 331,43 hab./km². De los 394 habitantes, Rose Creek estaba compuesto por el 97.21% blancos, el 0% eran afroamericanos, el 0.25% eran amerindios, el 0% eran asiáticos, el 0% eran isleños del Pacífico, el 0.76% eran de otras razas y el 1.78% pertenecían a dos o más razas. Del total de la población el 2.03% eran hispanos o latinos de cualquier raza.